# Villa Schifanoia

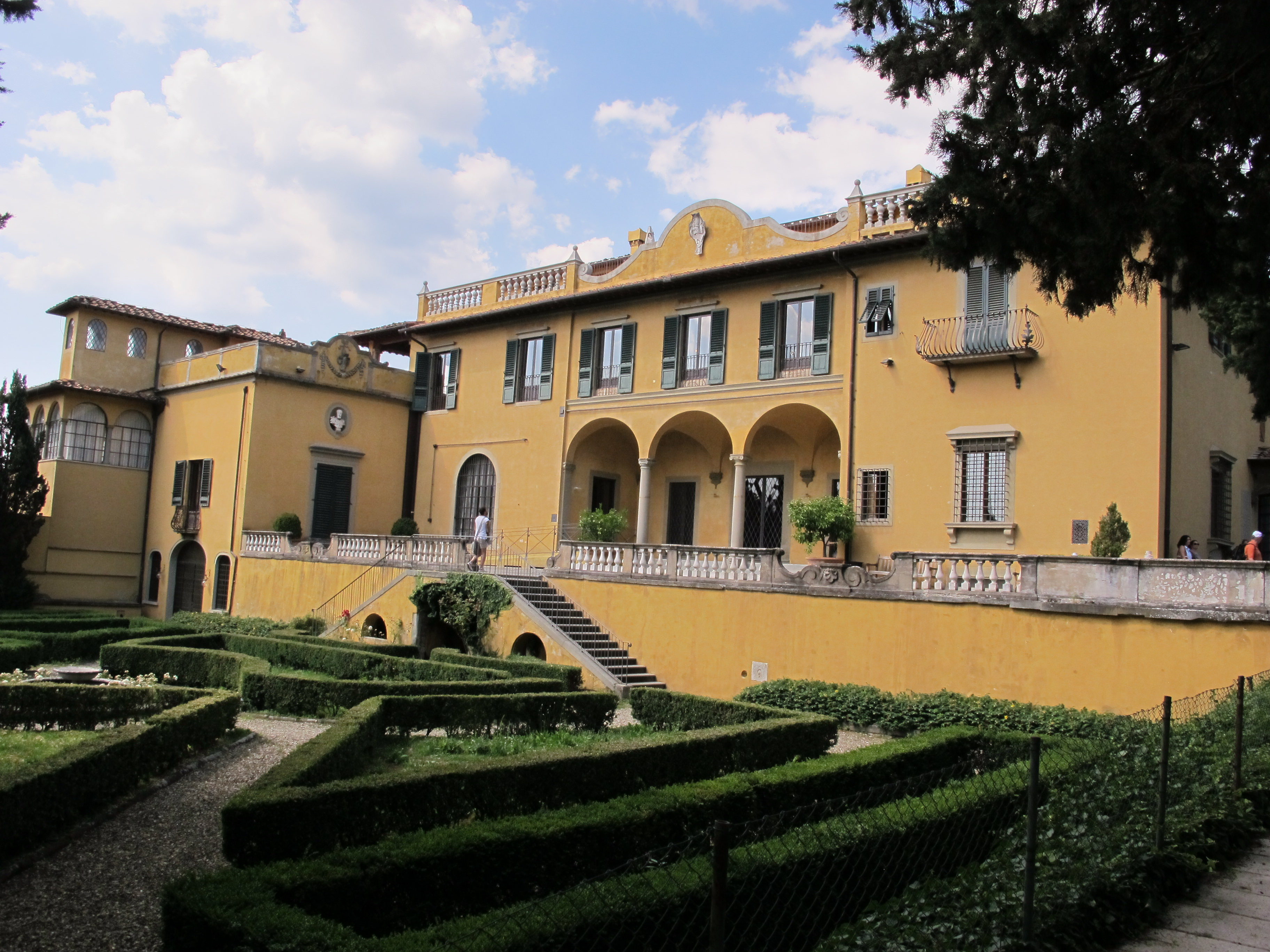
Villa Schifanoia

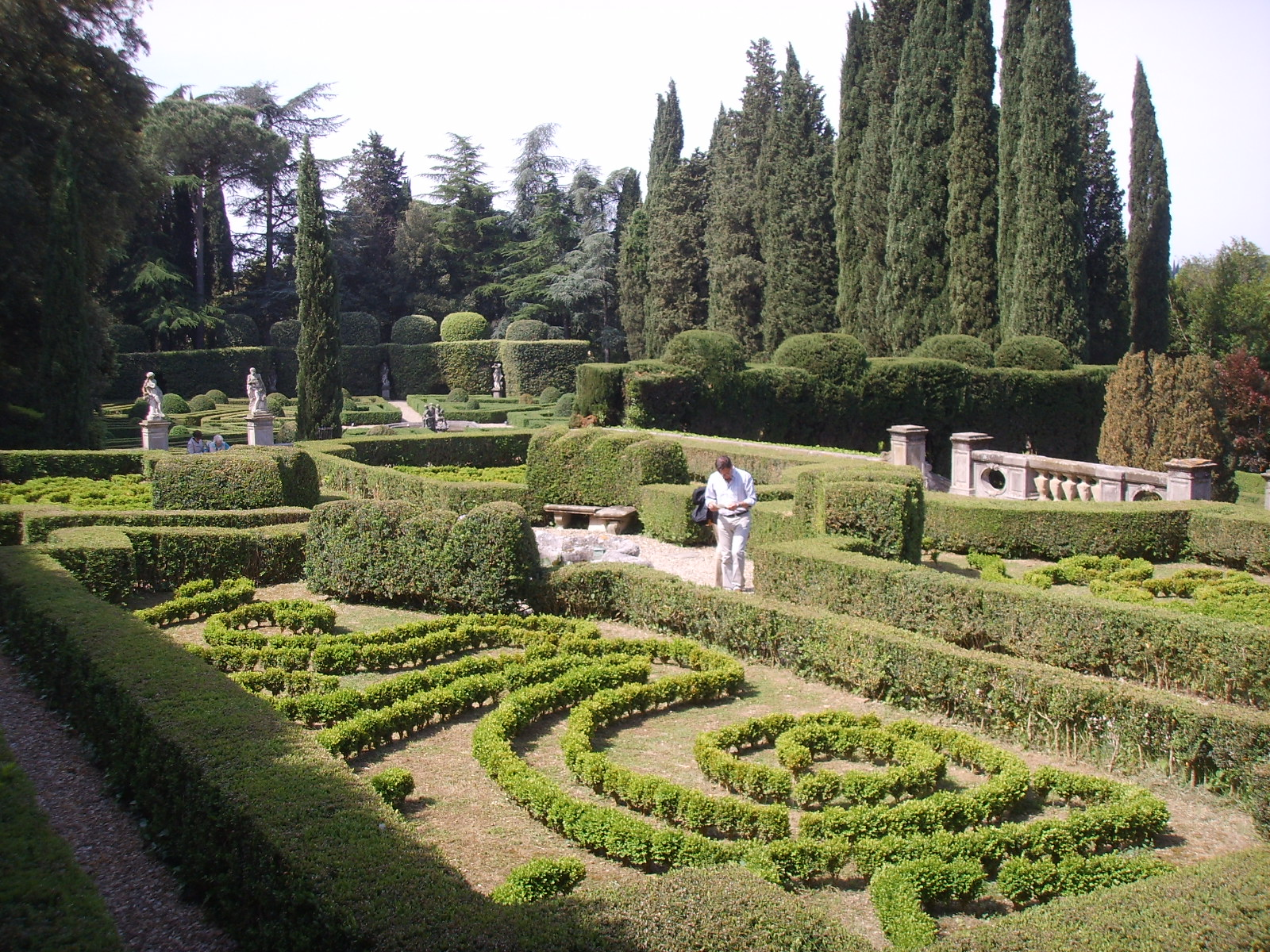
Il giardino

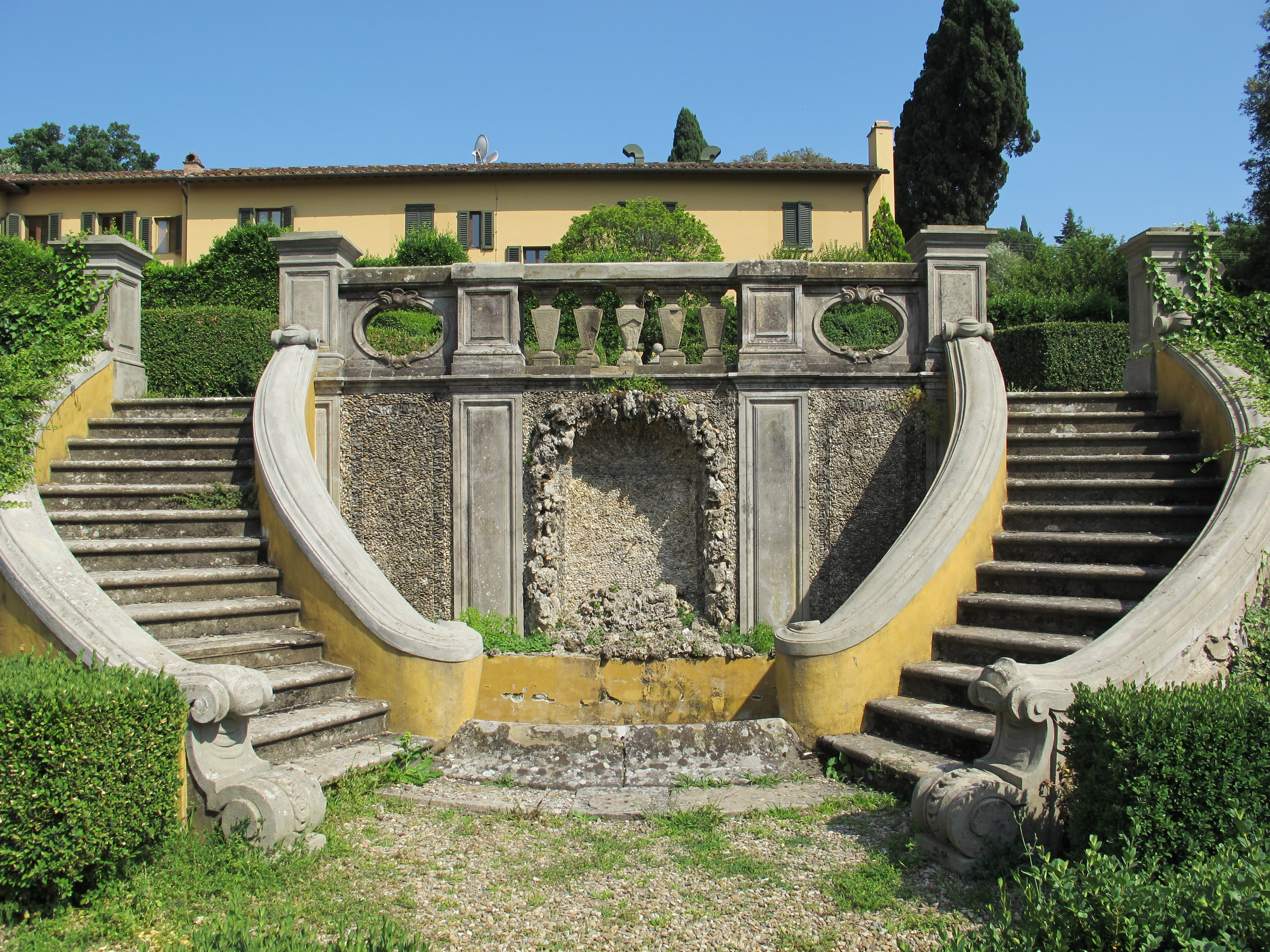
Scalinata

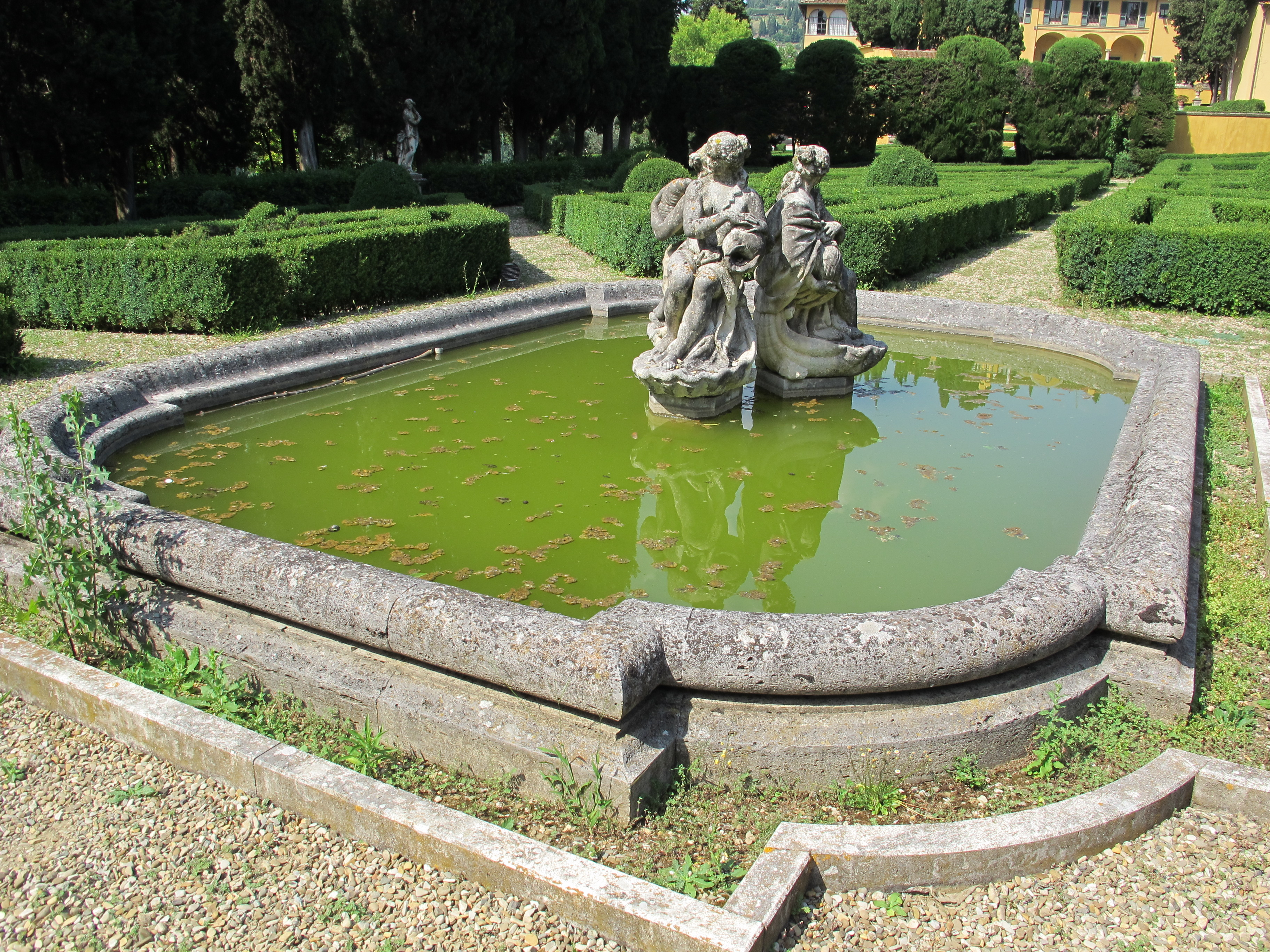
Vasca con sculture

La Villa Schifanoia è una villa di Firenze, situata in località San Domenico in via Boccaccio 121, vicino al confine col comune di Fiesole.

## Storia
La villa, il cui nome ricorda il carattere di svago (per "schivare" la noia), sorge sui resti di un antico casale di Villa Palmieri. Il nucleo principale della villa, d'origine quattrocentesca, appartenne alla famiglia Cresci fino al 1550, proprietaria anche di altri numerosi possedimenti lungo la valle del Mugnone. In quell'anno passò a Bartolomeo di Bate di Zaccheria tramite transazione economica, venendo poi ereditata da Antonio di Marco Pacini, nel 1571, il quale tre anni dopo la cedeva a Francesco di Filippo Alamanneschi, della consorteria degli Adimari. Ancora, nel 1613, la villa passò ai dell'Antella, tramite la dote di Caterina di Filippo Alamanneschi che sposò Cosimo di Filippo. Nel 1735 fu ceduta da Girolamo Capponi-Dell'Antella a Lorenzo di Bartolomeo Saletti e poi passò ai Ciacchi e ai Settimanni.
Complici i vari passaggi di proprietà nel tempo, sono state aggiunte varie modifiche quali: la cappella gentilizia, costruita intorno alla metà del XIX secolo, l'ampio cancello da cui comincia il viale che attraversa il giardino per giungere al portico d'ingresso del nucleo principale e la piccola costruzione su due piani, meglio conosciuta come la "villetta".
Nel 1927 l'intera tenuta divenne proprietà del ricco americano Myron Taylor, ambasciatore degli Stati Uniti presso la Santa Sede durante il pontificato di Pio XII. Taylor restaurò la villa per ospitare la sua collezione d'arte, e creò nell'ampio terreno verso il lato sud un pregevole giardino all'italiana. L'americano lasciò la villa in proprietà alla Santa Sede, che per un certo periodo vi ospitò un centro di studi post laurea dell'arte e della musica per stranieri a Firenze, il Rosary College. Nel 1986 è stata acquistata dallo Stato Italiano ed è una delle sedi dell'Istituto universitario europeo. Essa ospita i dipartimenti di Storia e Civiltà, Legge e l'Accademia di Legislazione Europea.
Tra gli ospiti illustri va ricordato Alexandre Dumas padre, che dedicò un suo libro proprio alla villa, scrivendo: "È nella villa Palmieri che Boccaccio scrisse il suo Decamerone. Ho pensato che questo titolo mi porterà fortuna e installo la mia scrivania nella stanza dove 493 anni fa l'autore delle cento novelle aveva posto la sua".

## Descrizione
La cappella gentilizia fu costruita verso la metà del XIX secolo, mentre l'ala a nord-ovest, detta "la villetta", risale alla prima metà del Novecento.
Il fonte della villa sul giardino è animato da una loggia con tre arcate ed alcune finestre con davanzale retto da mensole e architravi sporgenti. In lato, oltre la fila di aperture del primo piano, piuttosto semplici, si trova una terrazza con balaustra con al centro un frontone sul quale campeggia uno stemma scolpito.

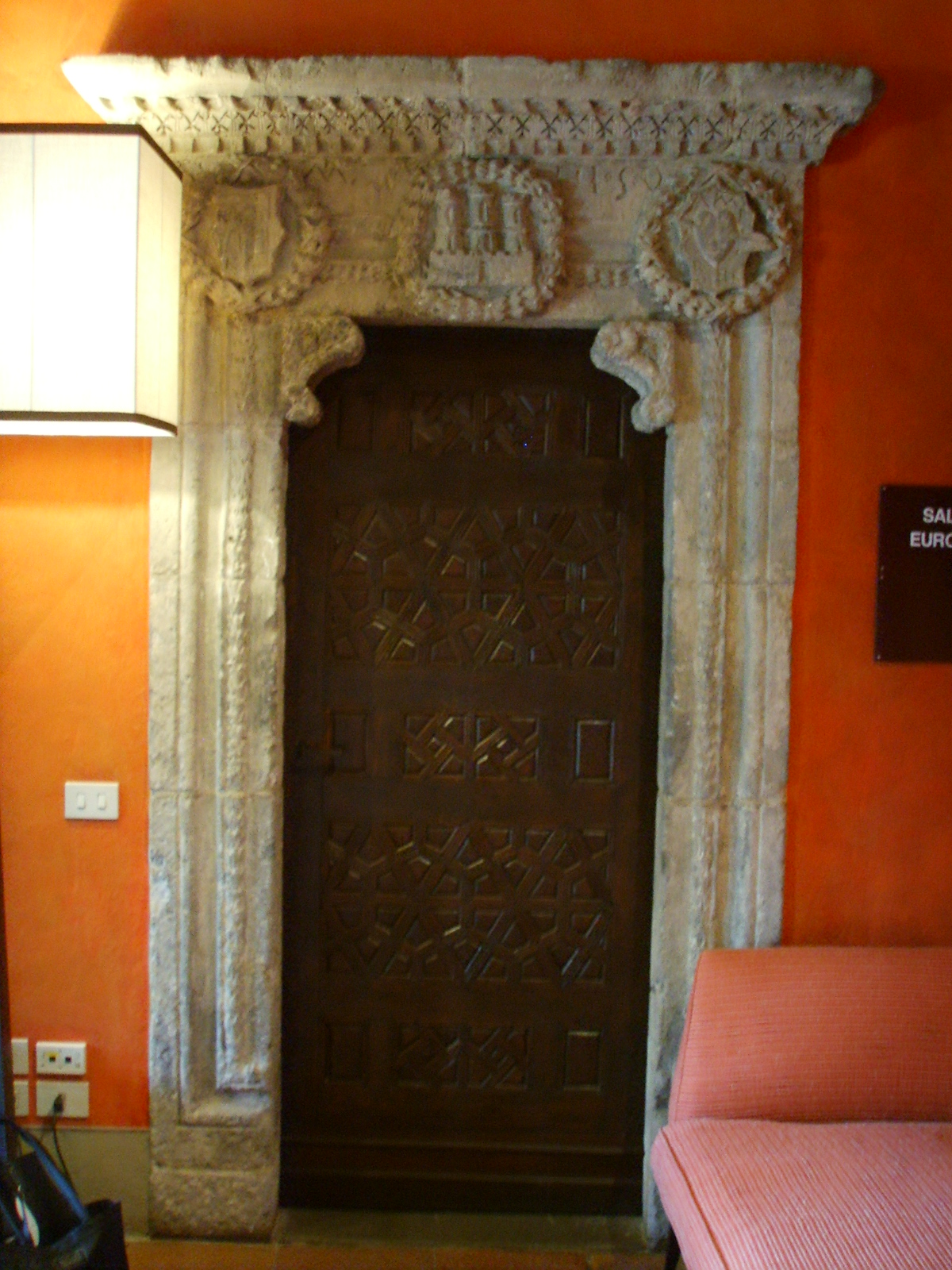
Un portale con stemmi all'interno
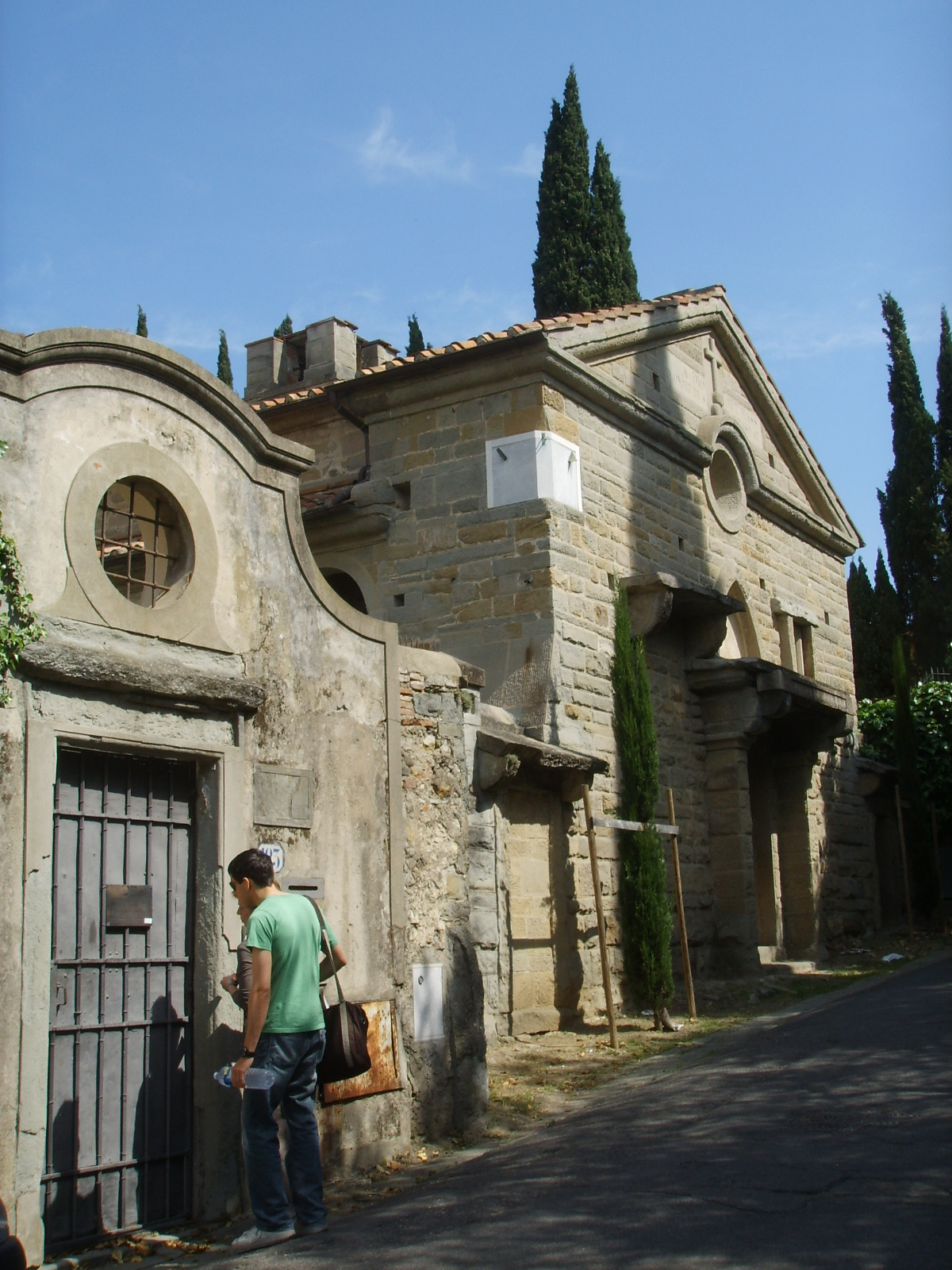
La cappella

### Il giardino
Il giardino è composto da una grande terrazza davanti alla facciata con un giardino all'italiana, che degrada verso altre due terrazze, collegate da scalinate, con fontane e decorazioni a spugna. Le terrazze sono decorate da siepi di bosso che disegnano aiuole geometriche dai disegni particolarmente elaborati, arricchite da piccole vasche, fontane e statue. L'ultima terrazza è più semplice, con una fontana e una piccola esedra vegetale in cui si affacciano statue a intervalli regolari.
Statue, decorazioni, piccole vasche e fontane arricchiscono l'insieme, che è racchiuso da quinte di cipresso.